# José Yarza y Lafuente
José Yarza y Lafuente (Zaragoza, 1759- id. 1833) fue un arquitecto español que desarrolló su labor en Aragón, miembro de una destacada y extensa familia de constructores.
Hijo de José Julián Yarza Lafuente, se educó en la Academia de dibujo y arquitectura zaragozana, al mismo tiempo que trabajaba en el taller de su padre. Tuvo una intensa actividad: teniente director de la Academia de San Luis, llegó a ser Concejal de Zaragoza y arquitecto municipal. A la muerte de su padre, siguió los proyectos que este mantenía en El Pilar y La Seo. En esta última realizó el proyecto de la Sala capitular y la portada de San Bruno.
De resto de su obra en Zaragoza es destacable la escalera del Palacio Arzobispal, la remoción del chapitel de la torre de la Iglesia de la Magdalena, la reconstrucción del Templo de Santa Engracia, el cubrimiento del foso y la demolición de los torreones de la Aljafería y la remodelación de la fachada del Teatro de Comedias.
En la provincia de Zaragoza también trabajó intensamente, llevando a término la Iglesia de la Virgen del Rosario de Morés y los proyectos del hospital de La Almunia de Doña Godina y el de la Iglesia de San Pedro Apóstol de Ayerbe.